# Pierre Joseph Pelletier
Pierre-Joseph Pelletier (n. 22 martie 1788, Paris, Regatul Franței – d. 19 iulie 1842, Paris, Franța) a fost un chimist și farmacist francez, autor al unor cercetări notabile în domeniul alcaloizilor vegetali, fiind cel care a descoperit, împreună cu Joseph Bienaimé Caventou⁠(d), chinina, cofeina și stricnina. A fost colaborator al chimistul polonez Filip Walter⁠(d).